# بابلو باريوس
بابلو باريوس (بالإسبانية: Pablo Barrios) هو فارس ‏ فنزويلي، ولد في 14 يوليو 1964 في كاراكاس في فنزويلا.

## وصلات خارجية
- بابلو باريوس على موقع أوليمبيديا (الإنجليزية)